# MG 18/80
La 18/80 è un'autovettura prodotta dalla Morris Garages dal 1928 al 1932.

## Storia
Il modello era disponibile con tre tipi di carrozzeria, ognuna delle quali era contraddistinta da un nome specifico. La torpedo due porte era chiamata Mark I, mentre la coupé due porte era denominata Mark II. Entrambe vennero offerte dal 1928 al 1932. La berlina, chiamata Mark III, fu assemblata invece solo dal 1930 al 1931. Le tre versioni erano basate sulla Morris Oxford, da cui presero anche il caratteristico radiatore "Bullnose", (che in inglese significa “muso a forma di proiettile”). La 18/80 era caratterizzata da una calandra con alette verticali tipica dei modelli MG.
La 18/80 aveva installato un motore a sei cilindri in linea da 2.468 cm³ di cilindrata che erogava circa 80 CV di potenza. La Mark I e la Mark III erano dotate di un solo carburatore SU, mentre sulla Mark II ne erano presenti due. La velocità massima raggiunta dal modello era di 125 km/h.